# Haft Tepe
Haft Tepe (Farsi: هَفت‌تَپه, "Zeven heuvelen") is een archeologische vindplaats in de zuidwestelijke provincie Khuzistan van Iran.
De Franse archeoloog Jacques de Morgan was de eerste die de plek verkende in 1908. Er vonden opgravingen plaats in de periode 1966-1980 onder leiding van Ezat O. Negahban van de Universiteit van Teheran. Door de omwenteling die een einde maakte aan het bewind van de sjah kwamen de opgravingen ook aan een einde en Negahban verliet Iran. Zijn report is echter in zowel Farsi als Engels gepubliceerd.
Sinds 2003 worden er weer opgravingen verricht door een Duits-Iraanse groep geleid door Behzad Mofidi. Daarbij werd het oude museumgebouw van de jaren zeventig gerenoveerd, dat in de Iran-Irak-oorlog flink beschadigd was, en de in slechte staat verkerende vondsten die daar in opslag lagen werden geordend, gesorteerd en gedocumenteerd. De afgelopen veertig jaar is veel gebied rond de plaats voor de aanbouw van suikerriet geëffend.
De heuvel van Haft Tepe is gelegen in het vruchtbaarste deel van de vlakte van Khuzistan, tussen de rivieren de Dez en de Karkheh, ongeveer 50 km ten zuiden van Andimeshk en 100 km ten noorden van Ahwaz. Het ligt slechts 10 km oostzuidoost van de oude Elamitische hoofdstad Susa.

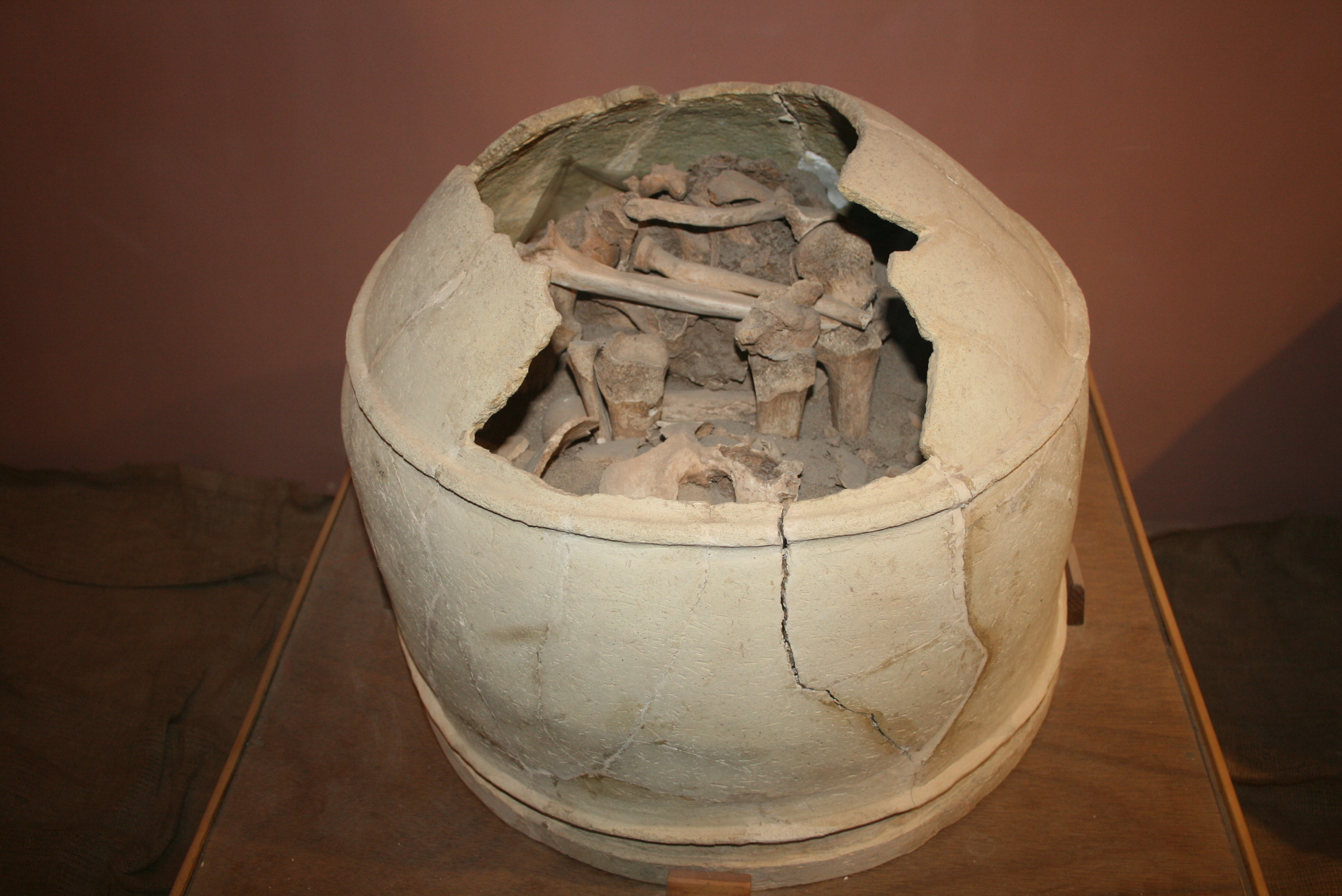
Aardewerken begrafenisvat

Haft Tepe was in de 15e eeuw v.Chr. de Elamitische stad Kabnak. De vondsten stammen vooral uit de Midden-Elamitische periode I (1500-1300 v.Chr.), een periode waar overigens weinig over bekend was. De stad werd ongeveer aan het einde van de 14e eeuw v.Chr. door brand verwoest. Uit de tijd erna, het Midden-Elamitisch II, dat in het nabij gelegen Chogha Zanbil goed vertegenwoordigd is, wordt er niets gevonden en het lijkt erop dat de plaats pas weer in de Parthische of Sassanidische tijd bewoond was.
Er zijn een aanzienlijk aantal kleitabletten aangetroffen, vooral uit de tijd van koning Tepti-Ahar. De taal is meestal Akkadisch, maar veel ervan ligt nog op vertaling te wachten. Er is ook een gewelfde grafkamer ontdekt, het eerste gewelf in de geschiedenis van Elam, en aardewerken begrafenisvaten.